# La Récolte de trois mille ans
Pour plus de détails, voir Fiche technique et Distribution.
La Récolte de trois mille ans (Sost Shi Amit Mirt) est un film éthiopien réalisé par Hailé Gerima, sorti en 1976.

## Synopsis
Dans l'Éthiopie contemporaine, un paysan pauvre et sa famille travaillent pour un riche et cynique propriétaire terrien qui les exploite. Un ancien paysan dépossédé de sa terre, devenu le fou du village, les incite à la résistance. Lui seul peut tout dire, protégé par sa déraison. Il finit par tuer le propriétaire, et se suicide pour échapper à la prison.

## Fiche technique
- Titre : La Récolte de trois mille ans
- Titre original :  Sost Shi Amit Mirt
- Réalisation : Hailé Gerima
- Scénario : Hailé Gerima
- Production : Hailé Gerima
- Musique : Tesfaye Lema
- Photographie : Elliot Davis
- Montage : Phillip Kuretsky
- Pays d'origine :  Éthiopie
- Format : Noir et blanc - 1,66:1 - Mono - 35 mm
- Genre : Drame
- Durée : 150 minutes
- Date de sortie : 6 avril 1976

## Distribution
- Kasu Asfaw : la mère
- Gebru Kasa
- Worke Kasa : la fille
- Melaku Makonen : le père
- Adane Melaku : le fils
- Harege-Weyn Tafere : la grand-mère

## Distinctions
- Léopard d’Argent au Festival de Locarno
- Prix Georges Sadoul 1976
- Prix œcuménique à Locarno 1976